# Syconycteris
Syconycteris is een geslacht van vleerhonden dat voorkomt op de Molukken, Nieuw-Guinea en de Bismarck-archipel en in Noordoost-Australië.

## Beschrijving
Syconycteris-soorten zijn kleine, bruine, fruitetende vleerhonden. Ze lijken sterk op Macroglossus-soorten als de kleine langtongvleerhond (zie het artikel over Syconycteris australis voor de verschillen tussen S. australis en de kleine langtongvleerhond). De soorten van dit geslacht komen algemeen voor in hun verspreidingsgebied.

## Taxonomie
Dit geslacht is volgens genetische gegevens het nauwst verwant aan Macroglossus en aan "cynopterine" geslachten als Cynopterus en Thoopterus, maar morfologische gegevens geven een verwantschap aan met Melonycteris, Notopteris en Eonycteris.
Het geslacht heeft drie soorten:
- Syconycteris australis (centrale Molukken tot Bismarck-archipel en Australië)
- Syconycteris carolinae (noordelijke Molukken)
- Syconycteris hobbit (bergen van Nieuw-Guinea)